# Jordan Steen
Jordan David Steen (ur. 26 czerwca 1991) – kanadyjski zapaśnik walczący w stylu wolnym. Olimpijczyk z Tokio 2020, gdzie zajął dziesiąte miejsce w wadze 97 kg. Dwunasty na mistrzostwach świata w 2018 roku.
Piąty na igrzyskach panamerykańskich w 2019. Mistrz igrzysk frankofońskich w 2017, a drugi w 2013. Brązowy medalista igrzysk Wspólnoty Narodów w 2018 i mistrzostw panamerykańskich w 2017 i 2018, a także mistrzostw Wspólnoty Narodów w 2013 i 2016. Ósmy na akademickich MŚ w 2016. Zajął 21 miejsce na uniwersjadzie w 2013 roku. Zawodnik Uniwersytetu Concordia.